# Millions Now Living Will Never Die
| Оценки критиков               | Оценки критиков |
| Источник                      | Оценка          |
| ----------------------------- | --------------- |
| AllMusic                      | [ 1 ]           |
| Alternative Press             | 5/5             |
| Encyclopedia of Popular Music | [ 3 ]           |
| NME                           | 8/10            |
| Record Collector              | [ 5 ]           |
| The Rolling Stone Album Guide | [ 6 ]           |
| Select                        | 4/5             |
| Spin                          | 7/10            |
| Uncut                         | 9/10            |
| The Village Voice             | B−              |

Millions Now Living Will Never Die (с англ. — «Миллионы ныне живущих никогда не умрут») — второй студийный альбом американской группы Tortoise, выпущенный в 1996 на инди-лейбле Thrill Jockey. Millions Now Living Will Never Die считается новаторской записью музыкального направления построк; по словам редакции портала Outersound.com, вскоре после выпуска альбома, группа была «объявлена крестными отцами американского построк-движения». В 2006 и 2008 годах альбом был исполнен от начала до конца в рамках серии концертов Don't Look Back. Лонгплей фигурирует в альманахе «1001 Albums You Must Hear Before You Die». В 1996 году журнал NME поставил его на 35-е место в списке лучших альбомов года.
Название альбома является отсылкой к фразе, популярной среди Свидетелей Иеговы в первой половине XX века. Так, её использовал автор одноимённого эссе Джозеф Франклин Рутерфорд, который был членом организации и вторым президентом Общества Сторожевой Башни. Также эта фраза была лозунгом видной евангелистки Эйми Семпл Макферсон.
К марту 1998 года было продано более 50 000 копий альбома, причём 80% на компакт-дисках, а остальные на LP.

## Список композиций
Слова и музыка всех песен — Tortoise, за исключением части «The Taut and Tame», которая была написана Банди К. Браун.
| №  | Название                    | Длительность |
| -- | --------------------------- | ------------ |
| 1. | «Djed»                      | 20:57        |
| 2. | «Glass Museum»              | 5:27         |
| 3. | «A Survey»                  | 2:52         |
| 4. | «The Taut and Tame»         | 5:01         |
| 5. | «Dear Grandma and Grandpa»  | 2:49         |
| 6. | «Along the Banks of Rivers» | 5:50         |

| №  | Название          | Длительность |
| -- | ----------------- | ------------ |
| 7. | «Gamera»          | 11:55        |
| 8. | «Goriri»          | 6:39         |
| 9. | «Restless Waters» | 3:41         |

| №   | Название       | Длительность |
| --- | -------------- | ------------ |
| 10. | «A Grape Dope» | 4:12         |

## Участники записи
Данные взяты из примечаний к буклету альбома.
Tortoise
- Дэн Битни
- Джон Херндон
- Дуглас Маккомбс
- Джон Макинтайр[англ.]
- Дэвид Паджо[англ.]

Технический персонал
- Джон Макинтайр – продюсер
- Дэн Озборн – ассистент, работа с компьютером
- Роджер Сайбел – мастеринг
- Tortoise – дизайн обложки